# Arco de la Victoria
El arco de la Victoria —conocido popularmente también como Puerta de la Moncloa, por su similitud con las puertas de Alcalá y Toledo, o como arco del Triunfo— es un arco de triunfo situado en Madrid, construido entre 1950 y 1956. Se trata de una obra conmemorativa de la victoria del bando sublevado sobre el bando republicano en la guerra civil. Está situado en una de las entradas principales de la capital de España, la de la autovía del Noroeste, en el centro de la denominada avenida de la Memoria del distrito de Moncloa-Aravaca.
Se construyó por indicación inicial de la Comisión Permanente de la Junta de la Ciudad Universitaria. El arco posee una altura total de 49 m. Es obra de los arquitectos Modesto López Otero y Pascual Bravo Sanfeliú y los ornamentos que lo rodean, de los escultores Moisés de Huerta (frisos alegóricos), algunos en colaboración con su hijo Rafael Huerta, Ramón Arregui (Cuadriga de Minerva) y José Ortells. El arco posee unas inscripciones latinas que recuerdan la victoria franquista, así como la construcción de la nueva Ciudad Universitaria tras la batalla que la destruyó.

## Contexto histórico

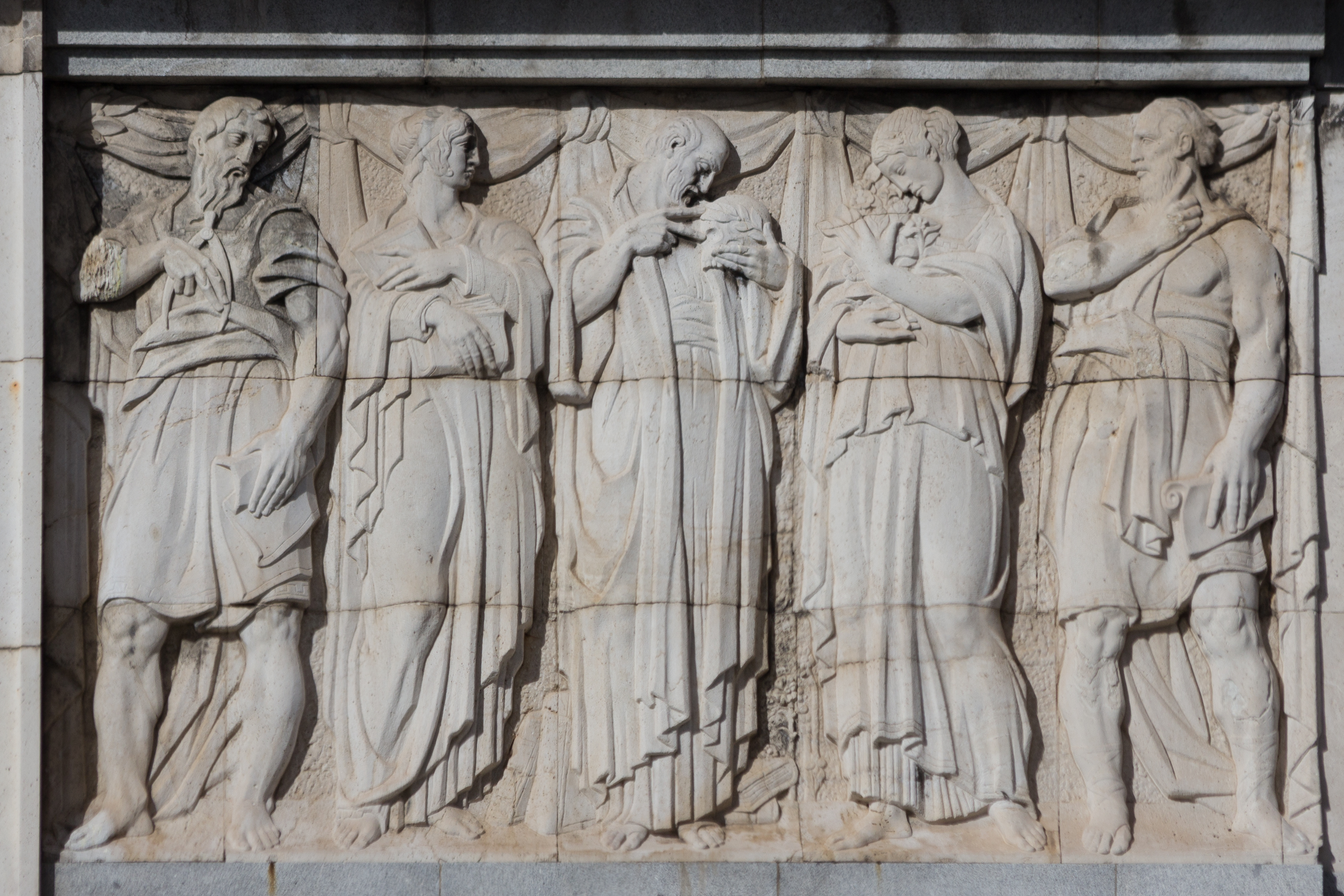
Detalle de los frisos

La ubicación del arco de la Victoria tiene un significado en torno a la batalla de la Ciudad Universitaria dentro del contexto histórico de la guerra civil española. Esta batalla duró ochocientos cincuenta y ocho días desde el 17 de noviembre de 1936 hasta el 28 de marzo de 1939. Lo más cruento de la batalla de Madrid (denominada también la defensa de Madrid) se produjo a escasos metros de su actual emplazamiento.
El arco de triunfo es una tradición de la arquitectura romana que consistía en la construcción de una puerta para conmemorar la victoria bélica y saludar a los ejércitos victoriosos entrantes por la ciudad. Es por esta razón por la que este Arco de triunfo es el único en su tipo, por haber sido construido en el propio terreno del campo de batalla.

### Comienzos delsigloXX
La Ciudad Universitaria se encuentra ubicada actualmente en el espacio de la Moncloa. Fue un proyecto arquitectónico y social, promovido por iniciativa del rey Alfonso XIII. Este proyecto pretendía aprovechar y dotar a la ciudad de Madrid de un área integral de diversas Facultades. Se decide que la Ciudad Universitaria sea ubicada en la finca propiedad del Estado denominada «La Moncloa» y que por aquel entonces consistía en un espacio vacío continuación de la Casa de Campo, a escasos metros del transcurso del río Manzanares. El 6 de noviembre de 1930 se da comienzo a la construcción de las Facultades de Medicina, Farmacia y Odontología. En 1932 se construye en sus inmediaciones el Hospital Clínico. La llegada de la Segunda República española mantiene vivo el proyecto de construcción de una Universidad en Madrid, y ya en 1936 las clases habían comenzado en algunas facultades de la Ciudad Universitaria.
Cabe destacar en la zona la existencia de la cárcel Modelo de Madrid que estaba situada en una gran manzana comprendida entre la plaza de la Moncloa, el paseo de Moret, y las calles Martín de los Heros y Romero Robledo. Se trataba de una edificación de gran superficie, destruida durante la guerra civil y posteriormente dinamitada. Su lugar lo ocupa hoy el Cuartel General del Ejército del Aire. Fue diseñada por los arquitectos Tomás Aranguren y Eduardo Adaro. La construcción comenzó en 1876 y la inauguración tuvo lugar el 20 de diciembre de 1883, si bien no empezó a ser ocupada hasta mayo del año siguiente. La zona que ocupa hoy la avenida de la Memoria era un descampado con una carretera de acceso a la capital, la denominada carretera de La Coruña, una de las principales de Madrid. En el año 1906 se inauguran unos jardines en la zona que ocupa el arco de la Victoria, hasta la demarcación de la cárcel Modelo.

### Guerra civil (Batalla de Madrid)

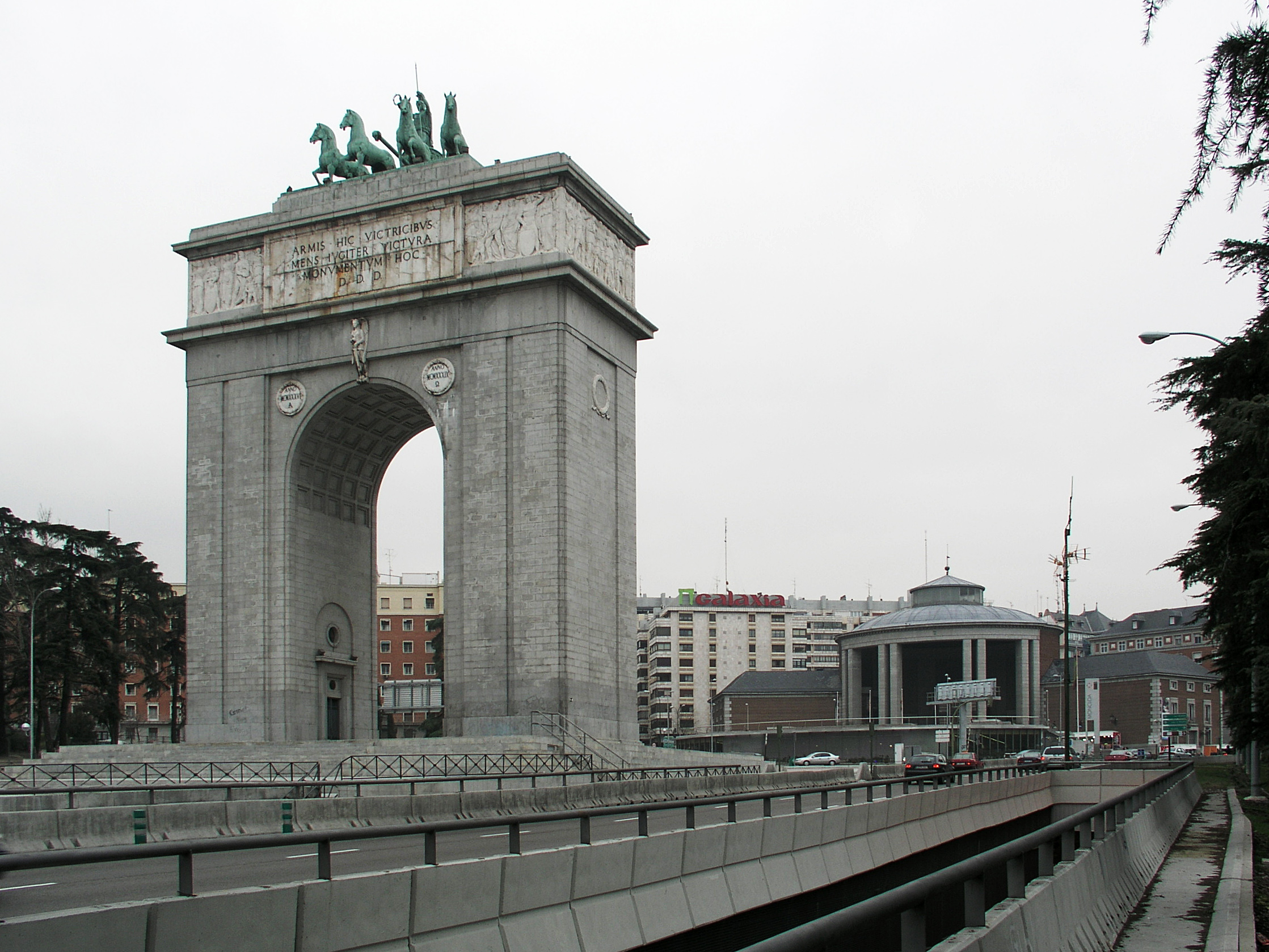
Vista en la que se puede observar detrás el edificio de Junta Municipal de Moncloa-Aravaca (templete de los caídos en los años de franquismo) al fondo.

El pronunciamiento del 17 y 18 de julio de 1936 inicia una sublevación en cascada a lo largo del territorio español que deviene en un conflicto armado. La sublevación fracasa en Madrid, que permanece leal al gobierno de la República. Las tropas sublevadas en el sur de España mantienen como objetivo principal la rendición de Madrid en el menor tiempo posible. Y de esta forma se inicia una rápida marcha hacia la capital. Que desemboca en el ataque frontal de las tropas del general Varela del día 8 de noviembre de 1936, estas tropas entran por la Casa de Campo con gran ímpetu bélico. Al mismo tiempo se encuentran con una resistencia por parte de los defensores lo que causa un desplazamiento del núcleo de maniobra hacia el noroeste para ocupar la zona comprendida entre la Ciudad Universitaria y la plaza de España. Este ataque frontal inicial fue muy cruento en ambos bandos y produjo un avance muy lento a través de la Casa de Campo hasta la ribera del río Manzanares donde las tropas asaltantes vieron la necesidad de avanzar por puentes fuertemente defendidos por las tropas milicianas defensoras. Tras lograr el paso por uno de ellos (la denominada «pasarela de la muerte»), el martes 17 de noviembre se inicia la batalla de la Ciudad Universitaria en el recinto del campus.
La batalla fue cruenta debido al empeño de abordar la ciudad por una parte, enfrentado al de resistir y defender por otra. El número de bajas en ambos bandos fue grande, los hospitales de sangre de la ciudad se llenaron de heridos y muertos. El día 19 el líder anarquista Buenaventura Durruti cae gravemente herido ante un disparo, en un lugar cercano al actual emplazamiento del arco y muere a las pocas horas. El frente finalmente se estabiliza, formando una larga cuña que tiene su vértice en el Clínico. Dado el carácter de frenazo del frente debido a la resistencia de los defensores, y el terrible desgaste de ambos contendientes, el 23 de noviembre se produce una reunión en el cuartel de Ferrocarriles de Leganés del Estado Mayor a la que acude por primera vez Franco, a dicha reunión acuden los generales Mola, Saliquet, Varela, el objetivo de la reunión era el de revisar el estado de la situación. En el transcurso de la misma se plantea una nueva estrategia que consiste en la renuncia al ataque frontal a la ciudad para dejar de tomar Madrid como primer objetivo militar.
La idea estratégica de aislar Madrid mediante maniobras envolventes, hace que se desplace el centro de gravedad de la confrontación en diciembre de 1936 con la consecución de la batalla de la carretera de La Coruña, continuó después, en febrero de 1937 con la batalla del Jarama. El frente en forma de cuña permaneció durante todos los días de la Guerra Civil, convirtiendo Madrid en un frente de desgaste en el que se agotaron todas las posibilidades tácticas.

### El fin de la guerra

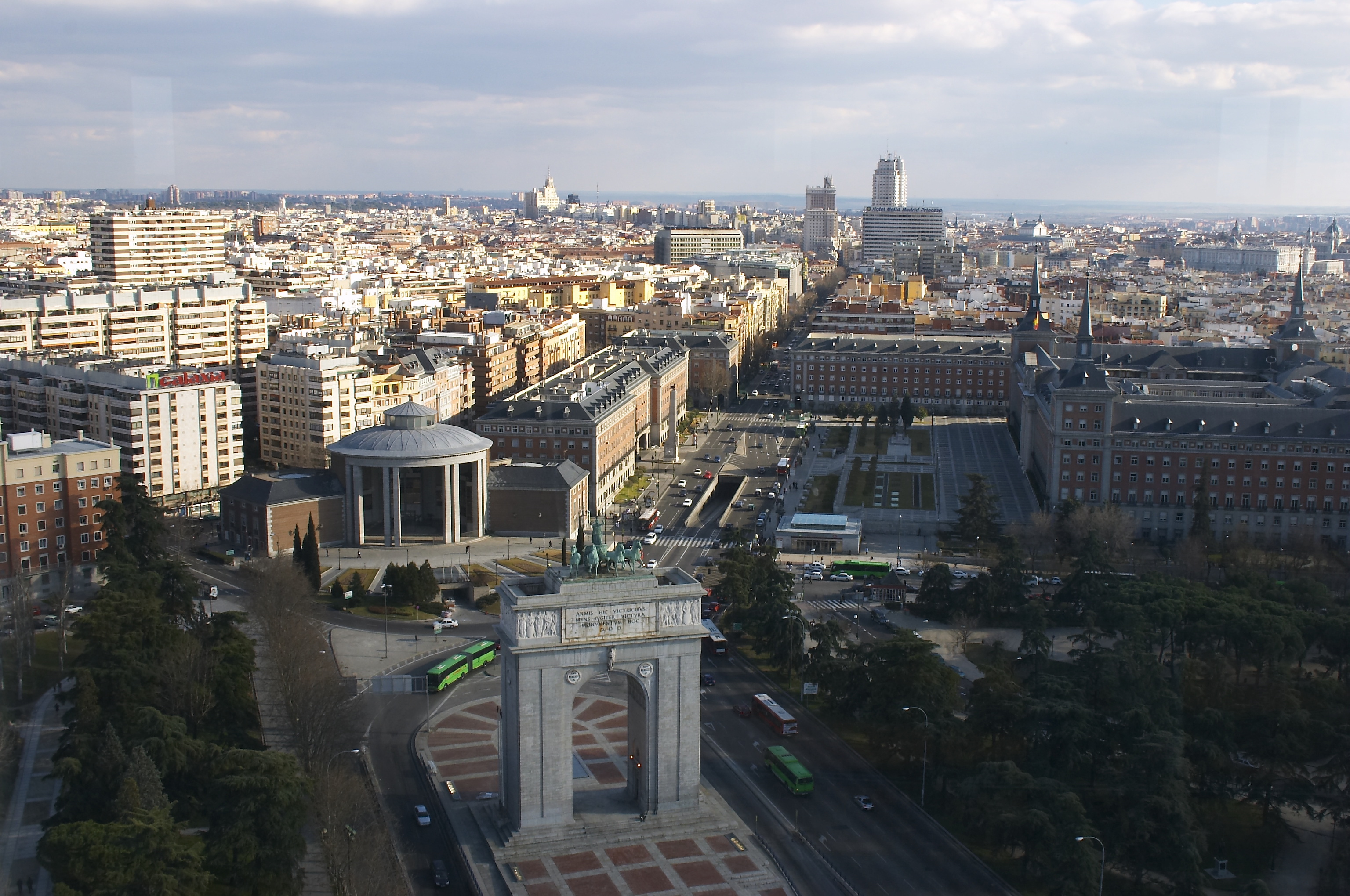
Vista aérea del entorno

Durante la guerra civil, ya en la retaguardia y en el año 1939, tras el golpe de Estado del coronel Segismundo Casado el 28 de marzo de 1939, que acabó entregando la ciudad a las tropas franquistas. Al terminar la guerra se consideró la posibilidad de dejar la Ciudad Universitaria como campo temático de recuerdo de los años de lucha, la idea no acabó prosperando. El estado de la zona de la Ciudad Universitaria era lamentable. Muchos de los edificios del campus sufrieron graves desperfectos debido a la intensidad del combate y a la participación de gran cantidad de proyectiles lanzados por ambos bandos. Algunos de los edificios construidos en hormigón armado resistieron a pesar de la violencia de la artillería, este es el caso de la Residencia de Estudiantes, el Pabellón de la Junta y el Hospital Clínico. Algunos de ellos sufrieron desplomes parciales de su estructura, pero los daños no fueron tales que no se impidiese su reconstrucción posterior en 1940. Se encarga al arquitecto Luis Gutiérrez Soto, un plan urbanístico para restaurar la zona de Moncloa diseñando planos del Ministerio del Aire, en la plaza de la Moncloa (denominada en aquella época «plaza de los caídos por Madrid»).

## Construcción
Tras la contienda la zona fue poco a poco restaurada y las Facultades de Filosofía y Letras, Ciencias (sección de Químicas) y Farmacia, así como el Colegio Mayor Ximénez de Cisneros ya estaban operativos en el año 1942. Las obras fueron lentas, debido a la prioridad presupuestaria en la restauración de otras zonas de la ciudad. A pesar de ello en el año 1943 se reanudaban las clases en la nueva Ciudad Universitaria. Espacio en el que cuatro años antes había sido ocupado por un frente de batalla, a pesar de ello, poco a poco se iba restableciendo el funcionamiento de la universidad.

### Los primeros esbozos

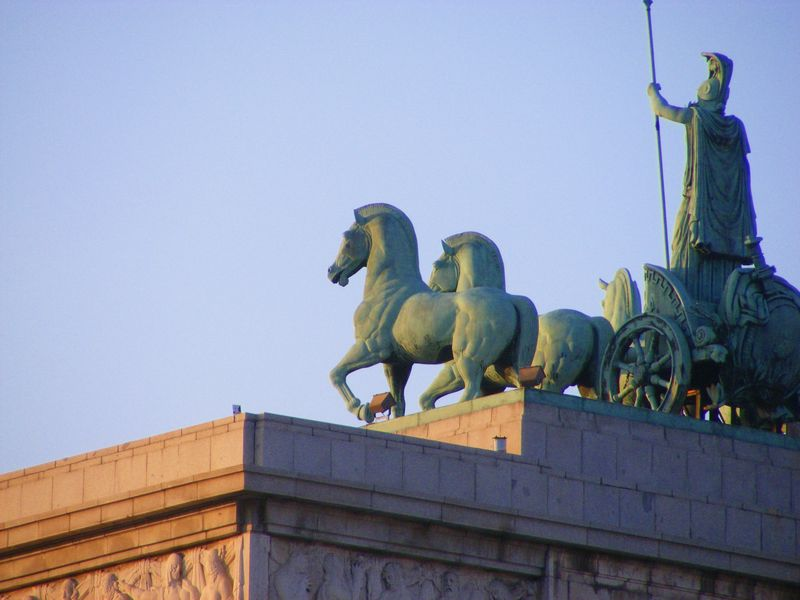
Vista trasera de la cuadriga

La idea de un arco de triunfo nace anteriormente, el 26 de febrero de 1942 en una sesión de la Comisión Permanente de la Junta de la Ciudad Universitaria presidida por José Ibáñez Martín encarga el diseño de un croquis, para una puerta o un arco de triunfo en la zona. A la iniciativa responde el arquitecto Modesto López Otero con un esbozo que con sus primeros trazados y estilo se mantendrá en futuras ideas. En 1943 se concretan algunos aspectos de la obra, mejorando ideas y esbozos iniciales. La idea general del proyecto ya estaba clara con un diseño básico de un arco de triunfo de tipo clasicista presidido por una estatua ecuestre de Francisco Franco.
Sin embargo, el proyecto fue provisionalmente aparcado por falta de presupuesto, y por atender a otras obras más imprescindibles tras la posguerra. La siguiente vez que se promovió el proyecto era el año 1946. Las inscripciones latinas de ambos frontispicios que aparecían sugeridas en los primeros esbozos de aquella época nada tenían que ver con las que finalmente se ejecutaron y quedaron talladas. Se supone que el autor de las mismas fue Pedro Laín Entralgo.

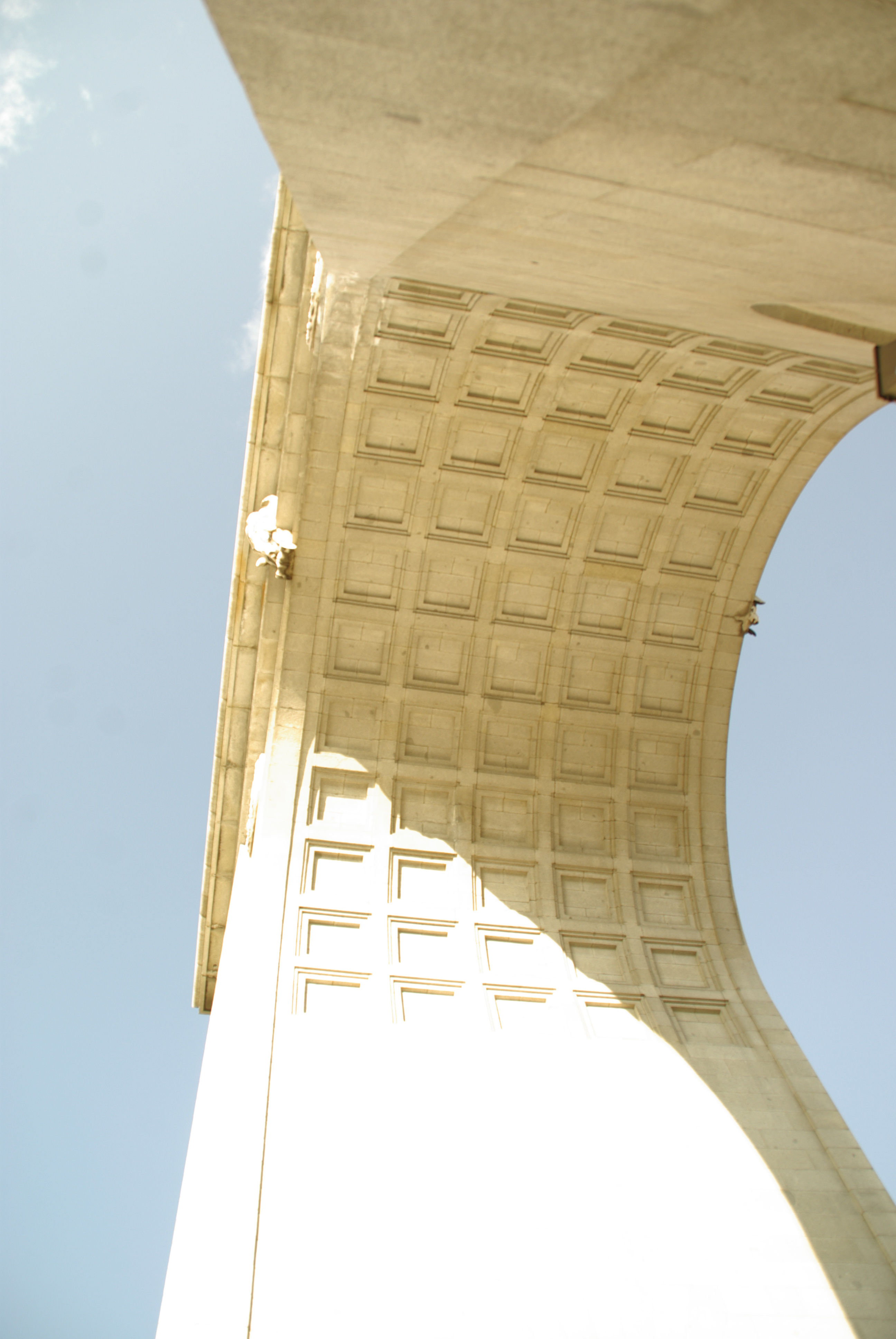
Vista del intradós del arco

La Jefatura de Obras Públicas lanzó a la Junta en 1946 una consulta bajo la denominación «proyecto de modificación de la avenida de entrada y del emplazamiento del Arco de Triunfo en honor del Generalísimo y del Ejército Español». La cuestión era si se debía o no construir el arco. La Junta de la Ciudad Universitaria en reunión del 16 de mayo de 1946 se ratifica en su sesión de la Comisión Permanente. Este evento da luz verde al proyecto de construcción en la principal entrada a Madrid. El ritmo de comienzo de las obras tuvo que acomodarse a la capacidad presupuestaria de la obra. El encargado principal de la obra sería el arquitecto Modesto López Otero, ayudado por Pascual Bravo Sanfeliú. La idea era retocar los proyectos iniciales, el trabajo de diseño concluyó el 17 de noviembre de 1948, día en el que se remiten los planos al arquitecto de la Junta de Construcciones Civiles: Luis Bellido que da su aprobación.

### Tareas de construcción
Las primeras tareas de cimentación comienzan en el año 1950 y se completan en un año. Las obras fueron progresando lentamente y no fue hasta que el ministro de educación franquista: Joaquín Ruiz-Giménez dio un impulso que permite ver la obra acabada (sin ornamentos) hasta el año 1955. Su coste final fue de ocho millones de pesetas.

### Final de la obra

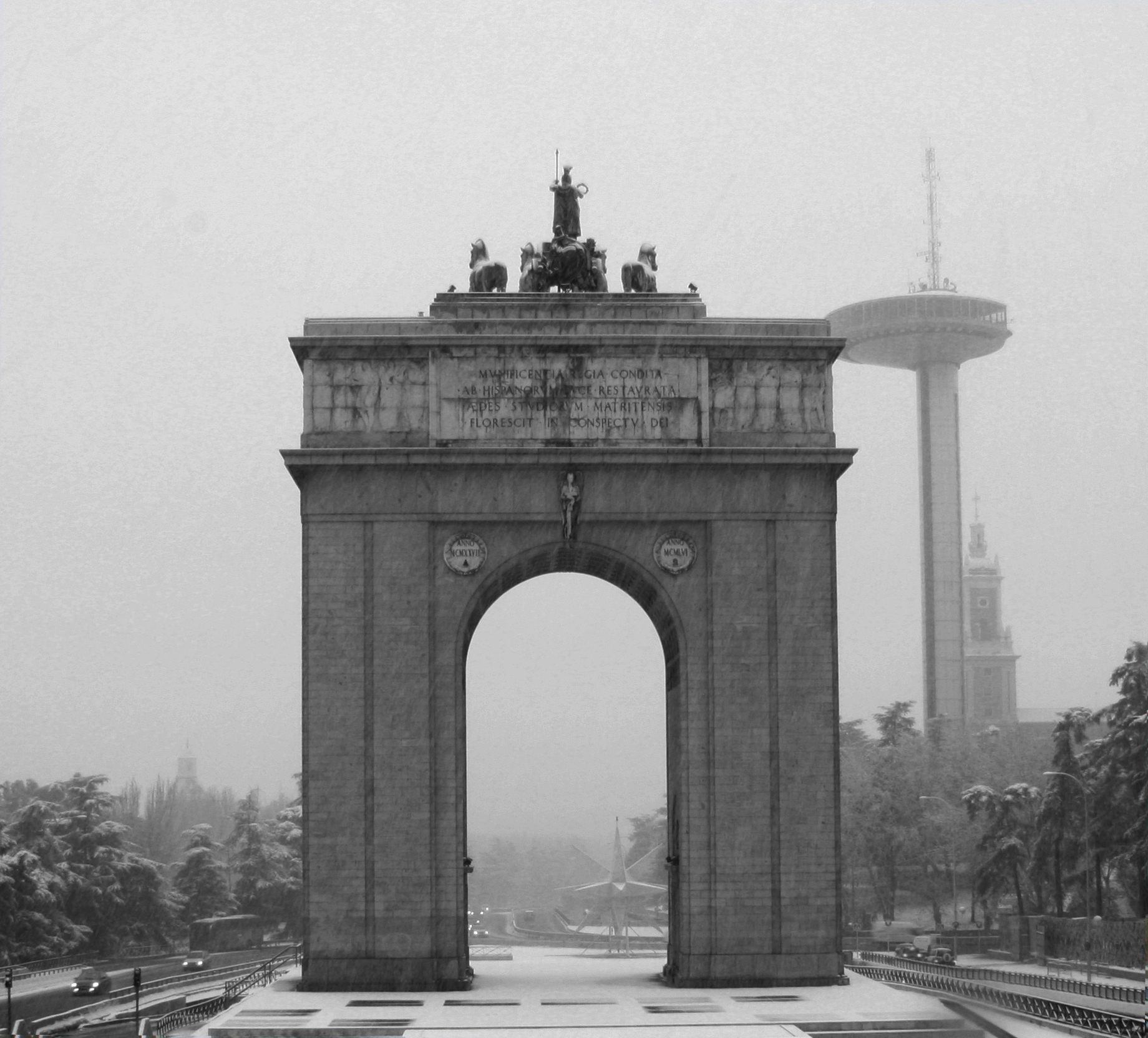
Vista tras una nevada. Al fondo a la derecha el Faro de Moncloa.

Cabe destacar como curiosidad que el arco de triunfo al final nunca fue oficialmente inaugurado. La ornamentación escultórica se encargó el 12 de julio de 1951 al escultor vallisoletano Moisés de Huerta que se encargaría de realizar las esculturas de los relieves alegóricos de estilo clasicista del friso. Moisés tuvo además el encargo de realizar una estatua ecuestre de Francisco Franco vestido de general, esta estatua se colocaría en la explanada de la parte frontal del Arco que mira hacia la Ciudad Universitaria. La verdad es que esta estatua ecuestre no se logró colocar nunca y se decidió finalmente que su ubicación fuera frente al Ministerio de la Vivienda.
De la misma forma se encargó el 14 de noviembre de 1953 a José Ortells López las esculturas de la clave del arco y que consistían en unas victorias aladas. La cuadriga colocada en la parte superior es obra de Arregui y fue el ornamento que más tardó en acabarse. Algunas fuentes reclaman la ayuda del escultor valenciano José Capuz en algunos elementos ornamentales de la cuadriga. El revestimiento de chapa de cobre se encargó el 30 de agosto de 1955 y fue difícil su ejecución por la carencia de cobre en aquella época. En julio de 1956 la obra seguía interminables remates, a la espera de una inauguración que no llegaría. En algún instante de la década de los setenta se empleó el espacio que había en su interior para almacenar parte del archivo documental de la Universidad Politécnica de Madrid.

### Actualidad

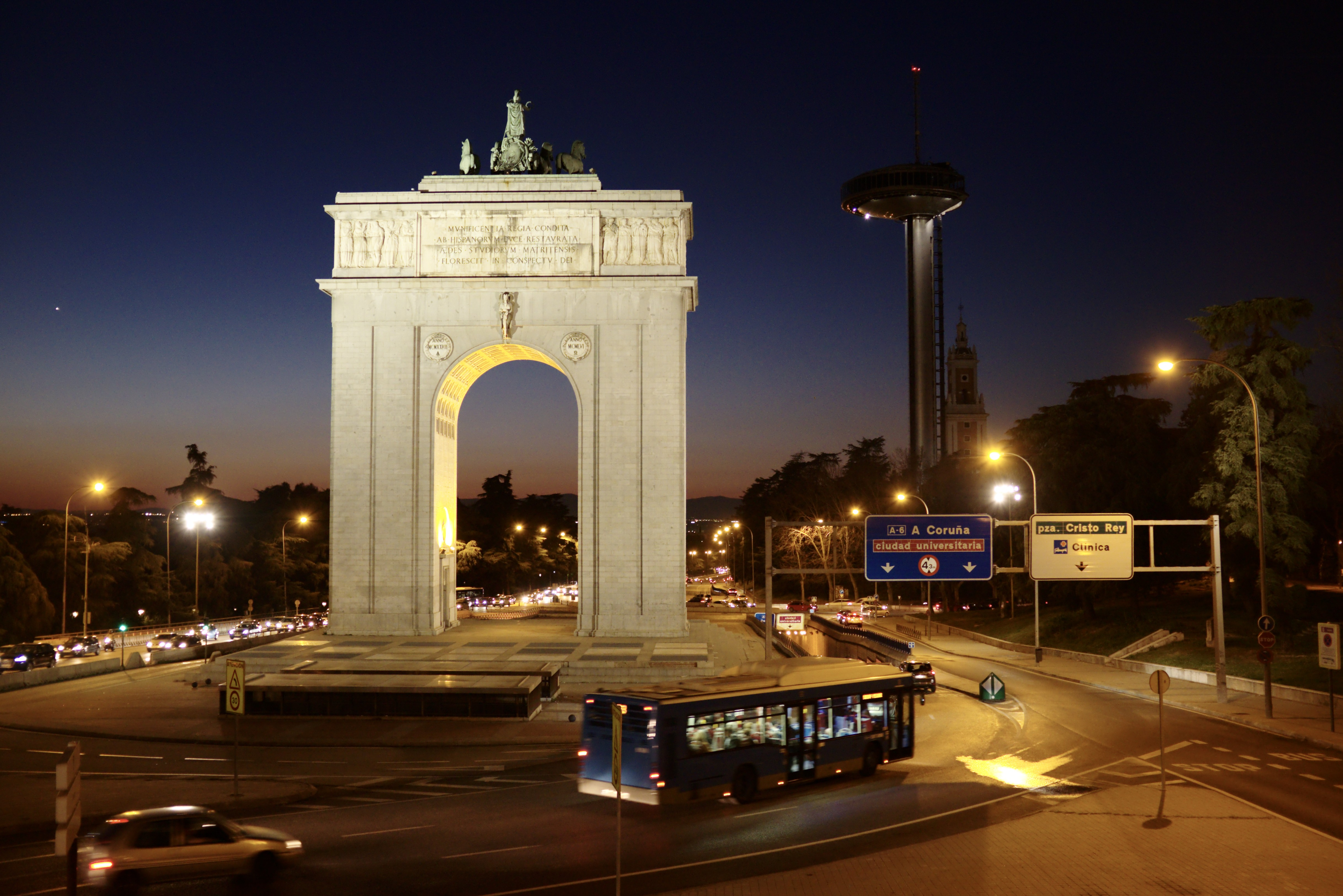
Vista nocturna de la estructura

El edificio monumental de los caídos por Madrid (denominado en la actualidad Junta Municipal del Distrito de Moncloa-Aravaca) fue planeado inicialmente por el Ayuntamiento de Madrid el 29 de mayo de 1949 como un homenaje a los «caídos por Madrid» (en homenaje a la batalla de Madrid). En el concurso, titulado «Caídos por Dios y por España» resulta ganador el popular arquitecto madrileño Manuel Herrero Palacios. El 29 de octubre de 1954 fue colocada la primera piedra del mismo, el edificio que acompañaba al Arco no llegó a completarse de acuerdo con las especificaciones iniciales del arquitecto. En febrero de 1987 se hizo una limpieza y restauración del arco.
En el año 1990 proyecta el Faro de Moncloa el arquitecto madrileño Salvador Pérez Arroyo. Esta torre se terminó en el año 1992. Alcanza los 110 m (unos sesenta metros más alto que el arco de la Victoria). El acceso a la parte del mirador se efectúa a través de dos ascensores exteriores acristalados, que tardan unos cincuenta segundos en llegar al mirador situado a 92 m de altura. El mirador tiene forma de media luna. En 2015 se ha reabierto para uso turístico.

### Abandono y restauración

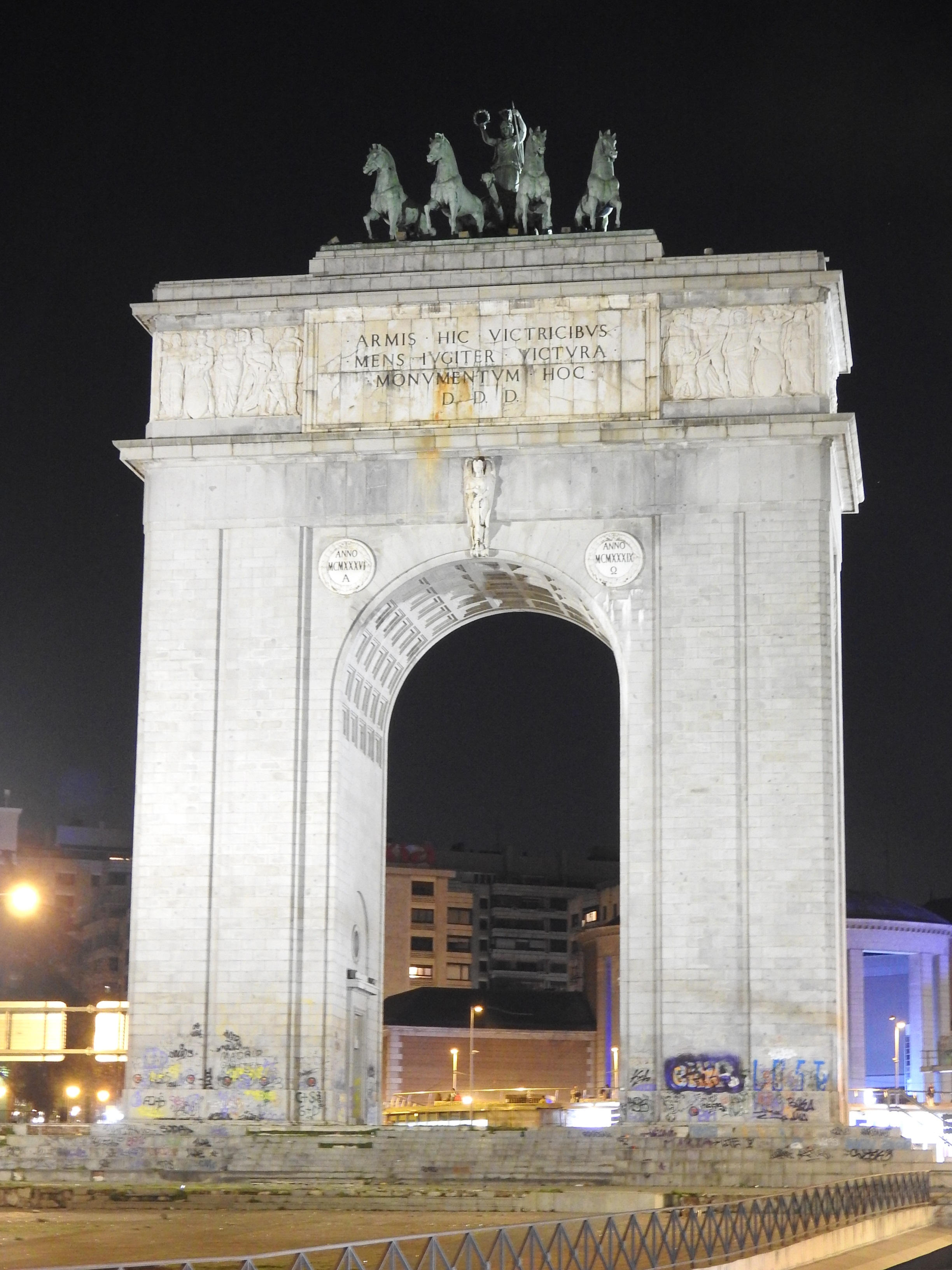
El Arco de la Victoria a fines de 2022

En los años anteriores a 2024, el monumento ha sufrido un considerable deterioro resultado de la falta de mantenimiento y de las agresiones ambientales y humanas (destrozos, suciedad, pintadas …).
No obstante, parece ser que a partir de 2025 se procederá a la restauración del conjunto monumental después de que el Ayuntamiento de Madrid y la Universidad Complutense de Madrid, propietaria de los terrenos donde se asienta, llegaran  a un acuerdo en 2023. Se trataría de «devolver» el Arco a un «estado de conservación idóneo» y ponerlo al servicio del público. El Ayuntamiento espera redactar un proyecto de obras para el segundo trimestre de 2024 y proceder a la licitación y ejecución durante el año 2025.

## Descripción

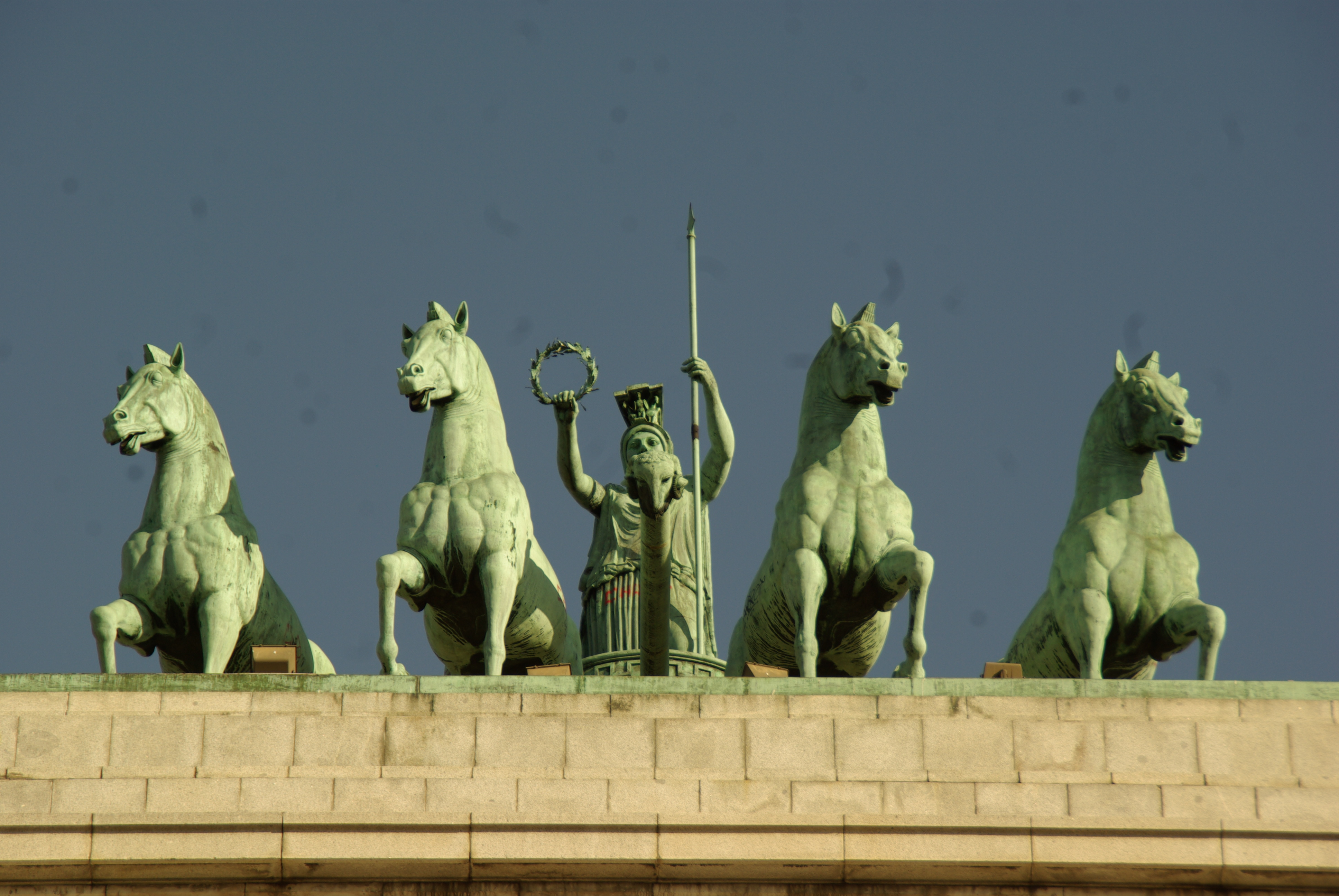
La Cuadriga de Minerva de Ramón Arregui Sagarzazu

Este arco de triunfo se alza sobre un basamento rectangular de 130 m por 42 m. Se apoya en dos cuerpos de planta también de forma rectangular. Siendo su altura de 42 m, a los que hay que añadir los siete que supone la cuadriga de Minerva colocada en la parte superior. En el pie de cada uno de los dos cuerpos laterales hay un vestíbulo al que se accede desde una pequeña puerta. Desde el vestíbulo se puede acceder a la parte superior mediante una escalera de mármol. Esta escalera posee seis rellanos intermedios. En la parte superior hay una sala central (una sala de exposiciones) con unos miradores, que no se ha llegado a emplear nunca. A la sala se puede acceder también por un ascensor existente en cada uno de los dos vestíbulos laterales.
El escultor vallisoletano Moisés de Huerta se encargó de realizar los bajorrelieves de estilo neoclásico del friso. El conjunto de figuras en el bajorrelieve es de treinta y cuatro, todas ellas de carácter alegórico. En el friso norte las figuras evocan a las virtudes militares, mientras que las del lado opuesto representan a las disciplinas académicas (Letras Ciencias y Artes). Siendo los laterales las expresiones gráficas de las inscripciones latinas mostradas en el arco. En el lado oeste una Minerva alada toca con las manos la frente de dos hombres, alegoría de la inteligencia: «Mens iugiter victura. En el lado oriental una mujer sedente con una cruz en el pecho, es alegoría de la Universidad católica, acoge a los que se acercan a ella: florescit in conspectu Dei.

### Frontispicio noroeste

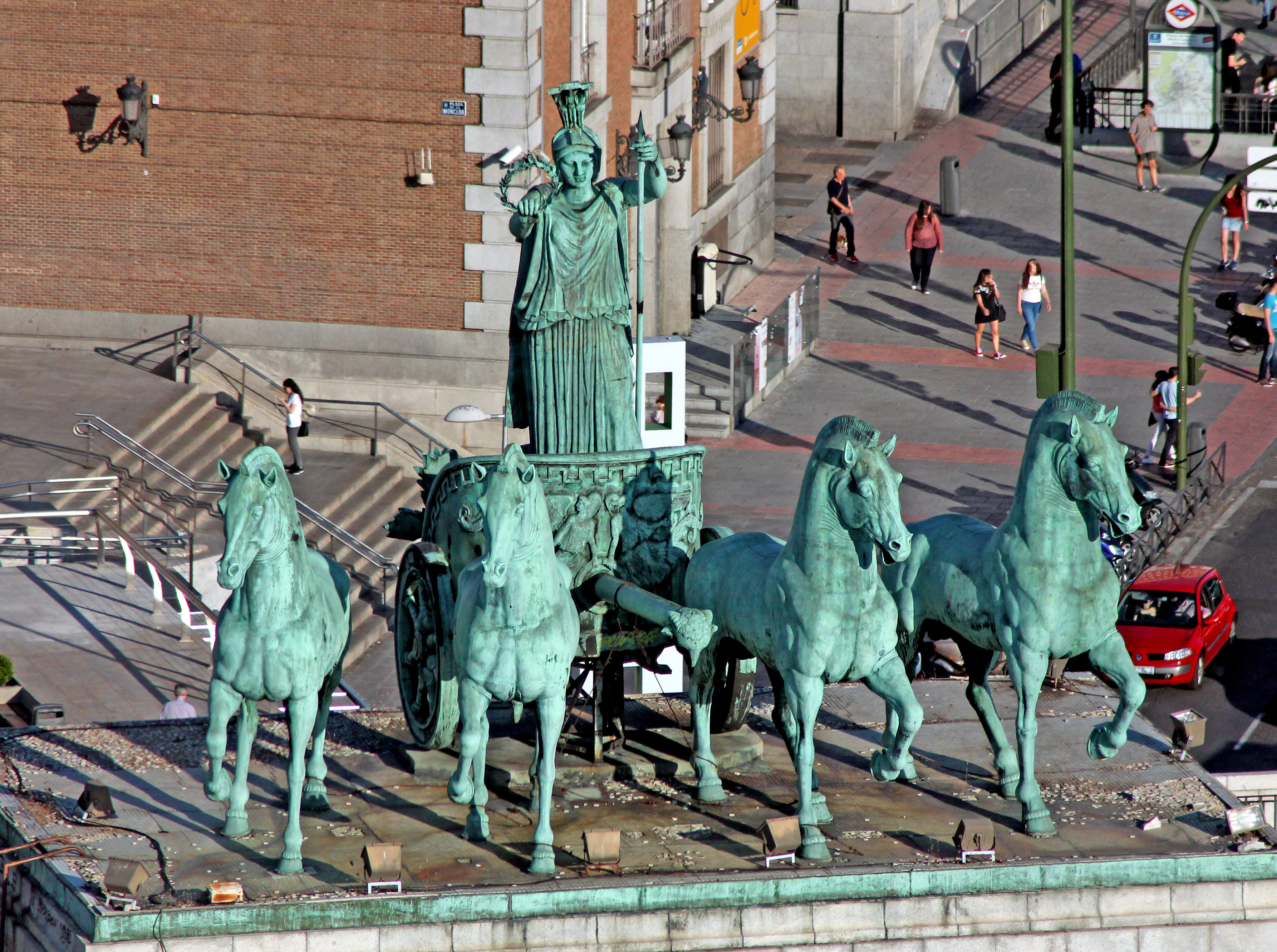
Vista de la cuadriga desde el Faro de la Moncloa.

El friso de este lado posee diez figuras. En el frontispicio frontal (noroeste) que se orienta hacia la Ciudad Universitaria, se puede leer la siguiente inscripción latina:

ARMIS HIC VICTRICIBVS

MENS IVGITER VICTVRA

MONVMENTVM HOC

D.D.D.

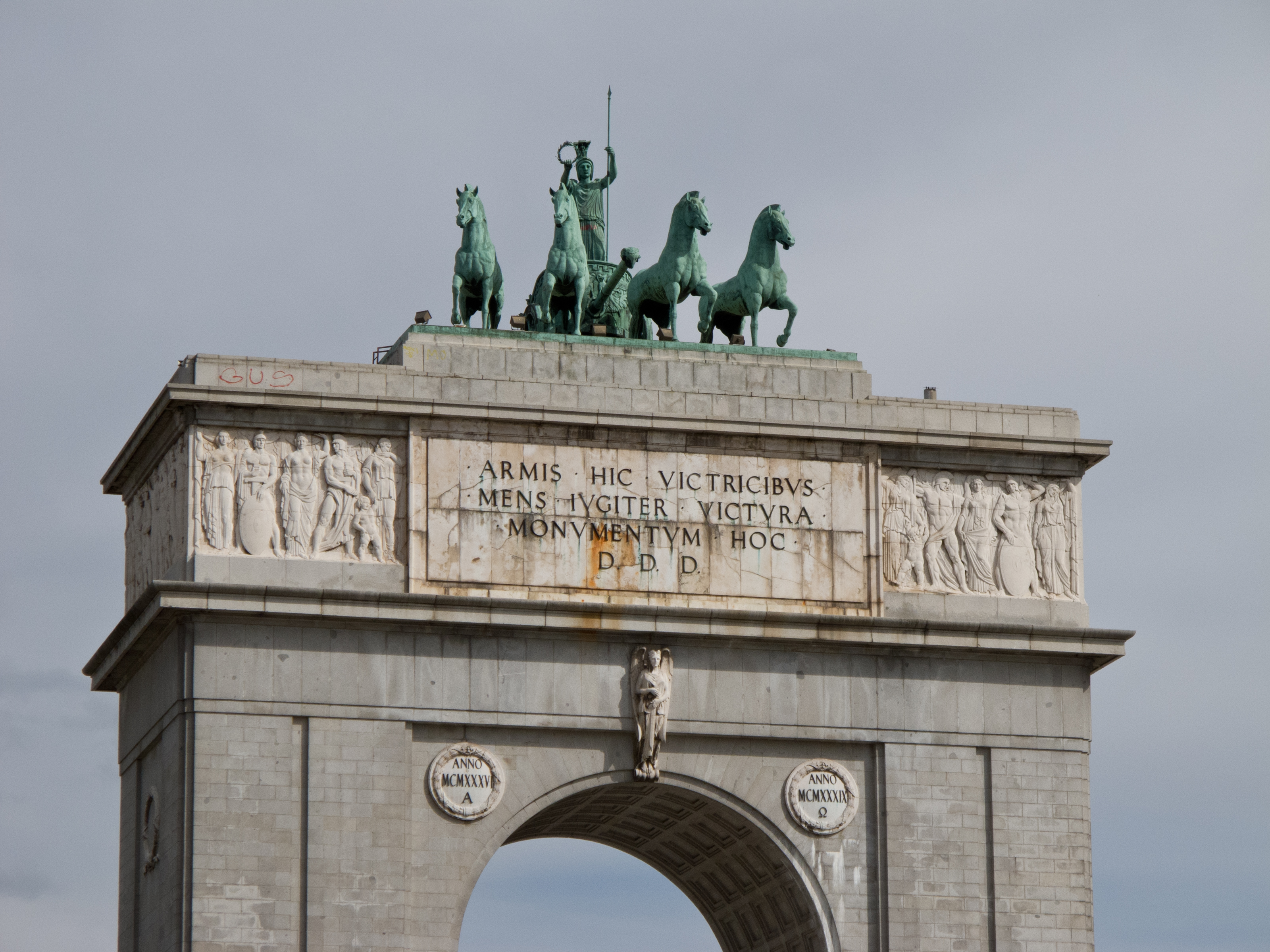
Vista del lado noroeste con su respectiva inscripción

Y debajo, en la cara de dos medallones coronados por laurel, se pueden divisar dos años expresados en numeración romana:

ANNO MCMXXXVI Α
ANNO MCMXXXIX Ω

Los años expresados corresponden a los de comienzo y fin de la guerra civil, es decir, 1936 y 1939, respectivamente. Las letras alfa y omega adyacentes a cada número corresponden a la primera y última del alfabeto griego y tradicionalmente representan el principio y el fin del transcurso de cualquier evento. La traducción de la inscripción latina de este frontispicio es:

A los ejércitos aquí victoriosos

la inteligencia, que siempre es vencedora

da y dedicó este monumento.

La abreviatura D.D.D. significa da y dedica (dat, dicat, dedicat, siendo sinónimos estos dos últimos términos latinos). Otra versión del significado de D.D.D. es dato decreto decurionum (concedido por decreto de los decuriones, equivalente a ediles del Ayuntamiento de Madrid, en este caso particular). La palabra victura es ambigua y puede significar la que vencerá o bien la que vivirá.

### Frontispicio sudeste

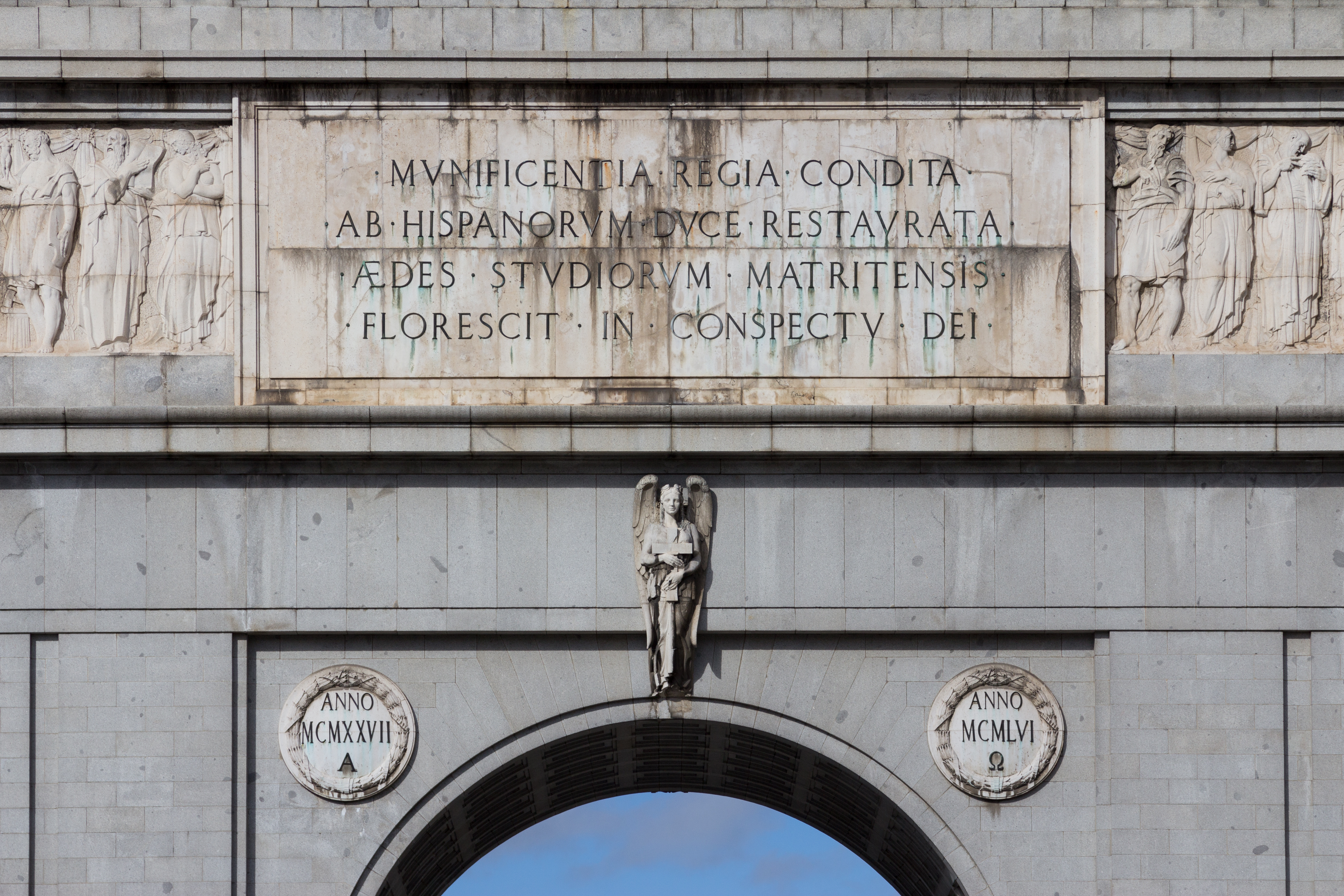
Inscripción en el lado sudeste

El friso de este lado posee, al igual que el anterior, otras diez figuras. En el fronstispicio trasero (sudeste) que mira a Moncloa (es decir a la ciudad) tiene la inscripción latina:

MVNIFICENTIA REGIA CONDITA

AB HISPANORVM DVCE RESTAVRATA

AEDES STVDIORVM MATRITENSIS

FLORESCIT IN CONSPECTV DEI

Y debajo, en dos medallones coronados aparecen de nuevo sendos años en numeración romana:

ANNO MCMXXVII Α
ANNO MCMLVI Ω

Las fechas corresponden a las fechas en las que se comenzó la construcción del campus (alfa) y cuando se acabó (omega) su restauración tras la batalla. La traducción del latín de esta inscripción es:

Fundado por la generosidad del Rey

restaurado por el Caudillo de los españoles,

el templo de los estudios matritenses

florece bajo la mirada de Dios

Se interpreta que la inscripción se refiere a la Ciudad Universitaria cuando dice estudios matritenses, lugar donde está emplazado el Arco.  Las fechas son 1927, cuando se inició la construcción de la Ciudad Universitaria por iniciativa de Alfonso XIII, y 1956 cuando se inauguró el arco de la Victoria.

## El arco en la cultura popular
La tradición popular madrileña tenía en mente la fábrica de cervezas que hubo en la Moncloa, denominada El Laurel de Baco, cuando se erigió el Arco de la Victoria, pasando a denominar jocosamente la marca como el "Laurel de Paco".